# AIG1
AIG1‏ (Androgen induced 1) هوَ بروتين يُشَفر بواسطة جين AIG1 في الإنسان.